# My Name Is Jonas
«My Name Is Jonas» es una canción de la banda estadounidense Weezer, escrita por Rivers Cuomo, Patrick Wilson y Jason Cropper. Aparece en su álbum de estudio debut Weezer, también conocido como The Blue Album, editado en 1994. Cropper escribió la introducción acústica de la canción; es su único crédito como miembro de Weezer, debido a que abandonó el grupo antes del lanzamiento del álbum.
«My Name Is Jonas» está inspirada en el hermano de Rivers, quien sufrió un accidente automovilístico en Oberlin College.
En 1995, aparentemente hubo confusiones acerca de si sería el tercer sencillo de The Blue Album. Varias emisoras de radio de Estados Unidos y Canadá difundieron la canción como un sencillo en la primavera de 1995. En Canadá fue lanzada y vendida como un sencillo oficial, después de que Say It Ain't So fue confirmada como el tercer sencillo. Es muy preciado para los coleccionistas de Weezer.

## Personal
Músicos
- Rivers Cuomo – primera guitarra y voz
- Patrick Wilson – batería
- Brian Bell – guitarra rítmica
- Matt Sharp – bajo

Producción
- Ric Ocasek – productor
- Chris Shaw – ingeniero